# كليتس أندرسون
كليتس أندرسون (4 مارس 1893 – 12 يوليو 1971) هو سبّاح سويدي راحل، مثّل بلاده في الألعاب الأولمبية الصيفية 1924.

## روابط خارجية
كليتس أندرسون على موقع أوليمبيديا (الإنجليزية)
- كليتس أندرسون على موقع اللجنة الأولمبية السويدية (السويدية)